# 84 Геркулеса
84 Геркулеса (лат. 84 Herculis, HD 161239) — одиночная звезда в созвездии Геркулеса на расстоянии приблизительно 129 световых лет (около 39,4 парсек) от Солнца. Видимая звёздная величина звезды — +5,738m. Возраст звезды определён в среднем как около 3,54 млрд лет.

## Характеристики
84 Геркулеса — жёлтая звезда спектрального класса G0, или G2IV, или G2IIIb, или G2III. Масса — около 1,497 солнечной, радиус — около 2,55 солнечных, светимость — около 7,21 солнечных. Эффективная температура — около 5558 K.

## Планетная система
В 2019 году учёными, анализирующими данные проектов HIPPARCOS и Gaia, у звезды обнаружена планета.